# Hugo Rubio
Hugo Eduardo Rubio Montecinos (Talca, 5 de julio de 1960) es un exfutbolista chileno. Jugó de delantero y desarrolló su carrera en Chile, España, Italia y Suiza. Actualmente se desempeña como representante de jugadores en la empresa Passball. 
Es padre de los futbolistas Eduardo, Matías y Diego Rubio. A la vez su padre, Ildefonso Rubio, fue arquero de Rangers en los años 1961 a 1972 y en 1977.

## Trayectoria
Su carrera se inició a los 16 años en el Club Internacional Atlético Comercio de Talca, siendo seleccionado juvenil de Talca, San Javier y Molina. Tras defender a Talca y Molina en el Nacional Juvenil de 1978, fue contratado por Rangers en 1979, siendo su primer entrenador Arturo Rodenak. Comenzó a destacara en el cuadro rangerino, formando parte del equipo que logró ascender en 1981. sus buenas actuaciones en el campeonato de ascenso llamaron la atención de los dirigentes de Cobreloa, que aseguraron sus goles en 1982, año en que salió campeón del fútbol chileno.
Tras un breve paso por el Málaga español en 1986 ficha por Colo-Colo, tras la tenacidad de Peter Dragicevic y previo acuerdo con Cobreloa, que significó la marcha de Mario Osbén al conjunto calameño. Ese mismo año, obtiene su primera corona con el equipo albo. Tras un gran nivel personal, en 1988 es transferido al Bologna, sin embargo una lesión a comienzo de temporada le impide jugar a buen nivel, por lo que es enviado a préstamo al FC St. Gallen donde compartió equipo con Iván Zamorano y Patricio Mardones.
A mediados de 1991 regresa a Colo-Colo, donde jugó hasta 1996. exceptuando 1994 año en el cual jugó parte de la temporada septiembre a diciembre por Unión Española. Se retiró en el equipo albo a fines de la temporada 1996.
Desde el 15 de enero de 1998 consigue el título de entrenador de fútbol de la Federación de Fútbol de Chile.

## Selección nacional
Por la selección nacional debutó el 28 de octubre de 1984 frente a México. Fue internacional en 36 partidos convirtiendo 12 goles (5 en partidos oficiales y 7 en amistosos). Con la "Roja" disputó las Eliminatorias Mundiales México 86 e Italia 90, además de la Copa América Argentina '87 y Chile ’91. Su último partido fue frente a Brasil el 27 de julio de 1991.

##### Participaciones en Clasificatorias a Copas del Mundo
| Eliminatorias             | País                   | Resultado              | PJ | G |
| ------------------------- | ---------------------- | ---------------------- | -- | - |
| Eliminatorias México 1986 | México                 | Eliminado              | 7  | 3 |
| Eliminatorias Italia 1990 | Italia                 | Descalificado          | 2  | 0 |
| Total en eliminatorias    | Total en eliminatorias | Total en eliminatorias | 9  | 3 |

##### Participaciones en Copa América
| Copa                  | Sede                  | Resultado             | PJ | G |
| --------------------- | --------------------- | --------------------- | -- | - |
| Copa América 1987     | Argentina             | Subcampeón            | 1  | 0 |
| Copa América 1991     | Chile                 | Tercer lugar          | 7  | 2 |
| Total en Copa América | Total en Copa América | Total en Copa América | 8  | 2 |

## Clubes
| Club           | País   | Año       |
| -------------- | ------ | --------- |
| Rangers        | Chile  | 1979-1982 |
| Cobreloa       | Chile  | 1982-1985 |
| Málaga C.F.    | España | 1985-1986 |
| Colo-Colo      | Chile  | 1986-1988 |
| Bologna        | Italia | 1988      |
| FC St. Gallen  | Suiza  | 1989-1991 |
| Colo-Colo      | Chile  | 1991-1994 |
| Unión Española | Chile  | 1994      |
| Colo-Colo      | Chile  | 1995-1996 |

## Palmarés

### Campeonatos nacionales e internacionales
| Título           | Club      | País  | Año  |
| ---------------- | --------- | ----- | ---- |
| Primera División | Cobreloa  | Chile | 1982 |
| Primera División | Cobreloa  | Chile | 1985 |
| Primera División | Colo-Colo | Chile | 1986 |
| Copa Chile       | Colo-Colo | Chile | 1988 |
| Primera División | Colo-Colo | Chile | 1991 |
| Primera División | Colo-Colo | Chile | 1993 |
| Copa Chile       | Colo-Colo | Chile | 1994 |
| Primera División | Colo-Colo | Chile | 1996 |
| Copa Chile       | Colo-Colo | Chile | 1996 |

### Campeonatos internacionales
| Título              | Club      | País  | Año  |
| ------------------- | --------- | ----- | ---- |
| Recopa Sudamericana | Colo-Colo | Chile | 1992 |
| Copa Interamericana | Colo-Colo | Chile | 1992 |